# Скаржинецька сільська рада (Хмільницький район)
| Скаржинецька сільська рада — колишній орган місцевого самоврядування у Хмільницькому районі Вінницької області з адміністративним центром у с. Скаржинці. Сільській раді підпорядковані населені пункти: - с. Скаржинці |

## Склад ради
Рада складається з 14 депутатів та голови.

## Керівний склад сільської ради
| ПІБ                         | Основні відомості                                                               | Дата обрання | Дата звільнення |
| --------------------------- | ------------------------------------------------------------------------------- | ------------ | --------------- |
| Стрельчик Людмила Василівна | Сільський голова, 1959 року народження, освіта, позапартійна                    | 26.03.2006   | 31.10.2010      |
| Стрельчик Людмила Василівна | Сільський голова, 1959 року народження, освіта середня спеціальна, позапартійна | 31.10.2010   |                 |

Примітка: таблиця складена за даними джерела